# Urbain
Urbain was een Vlaamse komische televisieserie rond de Belgische komiek Urbanus (artiestennaam van Urbain Servranckx) en zijn gezin. De serie werd uitgezonden iedere vrijdag, van 18 maart 2005 tot 29 april 2005 op de zender Eén.

## Verhaal
De vrouw van Urbain, Nicole, vindt haar huwelijk met Urbain soms zenuwslopend, omdat Urbain ook thuis een flauwe grappenmaker is en vaak voor problemen zorgt. Ze hebben twee kinderen, de puberale zoon Maurice en het kleine brave meisje Josefientje. Didier is Urbains zwager, manager, gladde vogel en rokkenjager. Urbain heeft een knappe chauffeur genaamd Kiki en een lastige moeder (mémé).

## Afleveringen
Urbain liep maar één seizoen, met 7 afleveringen van elk 25 minuten.
| Afl. | Code  | Titel                      | Uitzenddatum  |
| ---- | ----- | -------------------------- | ------------- |
| 1    | 01x01 | Combineren                 | 18 maart 2005 |
| 2    | 01x02 | In de ban van Ringo        | 25 maart 2005 |
| 3    | 01x03 | Oorlog                     | 1 april 2005  |
| 4    | 01x04 | Modelhuwelijk in de verf   | 8 april 2005  |
| 5    | 01x05 | Niemand lacht met The King | 15 april 2005 |
| 6    | 01x06 | 't Spuwerke                | 22 april 2005 |
| 7    | 01x07 | Meme is verliefd           | 29 april 2005 |

## Acteurs
| Acteur           | Personage |
| ---------------- | --------- |
| Urbanus          | Urbain    |
| Elise Bundervoet | Nicole    |
| Michael Pas      | Didier    |
| Chris Lomme      | Meme      |
| Sofie Van Moll   | Kiki      |
| Stef Branckaert  | Maurice   |
| Ellen Van Cutsem | Josefien  |

## Gastacteurs
| Acteur                | Personage               | Aflevering |
| --------------------- | ----------------------- | ---------- |
| Ludo Hellinx          | Raymond Jacobs          | 1, 2, 4, 5 |
| Mark Tijsmans         | Wilfried Pasmans        | 1, 2, 4, 5 |
| Wim Stevens           | Wesley                  | 1, 2, 3    |
| Guy Mortier           | Imitator Urbanus        | 1          |
| Hugo Van den Berghe   | Men. Poelkapelle        | 2          |
| Marc Verbruggen       | Zakenman                | 3          |
| Eva De Nul            | Receptioniste           | 3          |
| Hilde De Baerdemaeker | Stella                  | 4          |
| Chris Cauwenberghs    | Elvis                   | {5         |
| Diane Belmans         | Profiler                | 5          |
| Jackie Dewaele        | Commandant              | 5          |
| Peter Thyssen         | Veiligheidsinstallateur | 5          |
| Patrick Fakkel        | Rik Riool               | 6          |
| Ludo Hoogmartens      | Werkman 1               | 6          |
| Bart Dauwe            | Werkman 2               | 6          |
| Stijn Keuleers        | Tuinkabouter            | 6          |
| Wouter Bruneel        | Ambulancier             | 6          |
| Gerd De Ley           | Voorzitter              | 6          |
| Arnold Willems        | Isidoor                 | 7          |
| Tom Van Bauwel        | Maître d'Hotel          | 7          |
| Alice Toen            | Yvonne                  | 7          |